# Aniello Arcamone
Aniello Arcamone (Napoli, ... – 1510) è stato un politico italiano.
Dal 1472 fu ambasciatore degli Aragona a Roma, ma nel 1486 venne arrestato per presunta partecipazione alla congiura dei Baroni.